# Renata Bueno
Renata Eitelwein Bueno (Brasilia, 10 novembre 1979) è una politica brasiliana naturalizzata italiana.

## Biografia
È nata a Brasilia da genitori di ascendenze venete (il nonno Alberto Brustolin era di Nervesa della Battaglia) e toscane (il bisnonno Andrea Baisi era di Lucca). Il padre, Rubens Bueno, è il leader alla Camera dei deputati del Brasile del Partito Popolare Socialista. Ha sia la cittadinanza italiana che brasiliana.
Laureata in giurisprudenza all'Università Tuiuti del Paraná nel 2002, ha frequentato un Corso di Perfezionamento in Diritti Umani all'Università degli Studi di Padova e un Master di secondo livello in Sistema Giuridico Romanistico, Unificazione del Diritto e Diritto dell'Integrazione all'Università degli Studi di Roma "Tor Vergata", ottenendo poi presso quest'ultima un dottorato di ricerca in diritto internazionale.
Nel 2008 è stata eletta consigliera comunale a Curitiba.

### Elezione a deputato
Vicina al Partito Democratico, in occasione delle elezioni primarie di "Italia. Bene Comune" del 2012 ha sostenuto la candidatura di Matteo Renzi. Avrebbe quindi chiesto un posto nella lista del PD per le elezioni politiche del 2013, richiesta però rifiutata.
Viene quindi candidata alla Camera dei Deputati, nella Circoscrizione Estero (ripartizione America meridionale), all'interno delle liste dell'Unione Sudamericana Emigrati Italiani: ottiene 18 077 preferenze (battendo il fondatore del movimento, Eugenio Sangregorio, fermo a 11 738 preferenze), venendo eletta deputata della XVII Legislatura. Si iscrive al gruppo misto, aderendo nel corso della legislatura a diverse componenti centriste (inizialmente "MAIE-ApI", poi "USEI-IdeA", "Civici e Innovatori-Energie per l'Italia", "Direzione Italia") e sostenendo i diversi governi Letta, Renzi e Gentiloni.
In vista delle elezioni primarie del Partito Democratico del 2013, ha rinnovato il suo sostegno a Matteo Renzi, firmando la mozione a sostegno della sua candidatura.
Nell'ottobre 2014 ha fondato un nuovo partito denominato "Movimento Passione Italia". In occasione delle elezioni politiche del 2018, tale movimento aderisce alla lista centrista Civica Popolare guidata dal ministro Beatrice Lorenzin, per cui la Bueno si ricandida alla Camera dei deputati senza però venire eletta.
Nel 2022 aderisce a Fratelli d'Italia.

## Vita privata
È stata sposata, per due anni, con l'ex consigliere di Curitiba, Juliano Borghetti, fratello di Cida Borghetti. L'uomo è stato in seguito coinvolto in una rissa allo stadio e arrestato per aggressioni tra i tifosi delle squadre di calcio Atlético Paranaense e Vasco da Gama nella città di Joinville.
Nel 2017 si è sposata a Gallipoli con l'uomo d'affari italiano Angelo Martiriggiano.